# NGC 5929
NGC 5929 est une galaxie spirale située dans la constellation du Bouvier. NGC 5929 a été découverte par l'astronome britannique John Herschel en 1828.
NGC 5929 et NGC 5930 forment une paire de galaxies en interaction gravitationnelle.

## Description
Sa vitesse par rapport au fond diffus cosmologique est de 2 643 ± 7 km/s, ce qui correspond à une distance de Hubble de 39,0 ± 2,7 Mpc (∼127 millions d'al).
La classe de luminosité de NGC 5929 est I-II et elle présente une large raie HI. C'est aussi une galaxie active de type Seyfert 2.
À ce jour, une mesure non basée sur le décalage vers le rouge (redshift) donne une distance d'environ 38,500 Mpc (∼126 millions d'al). Cette valeur est à l'intérieur des valeurs de la distance de Hubble.

## Trou noir supermassif
Une étude  réalisée en 2007  auprès de 90 galaxies de type Seyfert 2 utilisant la dispersion des vitesses a permis d'estimer la masse des trous noirs supermassifs centraux de celles-ci. Pour NGC 5929, la masse du trou noir est égale à 17,8 × 106 {\displaystyle M_{\odot }} (107,25).

## Groupe d'UGC 9858
NGC 5929 est une galaxie brillante dans le domaine des rayons X et elle fait partie du groupe d'UGC 9858. Selon un article publié par Sengupta et Balasubramanyam en 2006, ce groupe de galaxies compte au moins cinq membres. Les quatre autres galaxies sont  NGC 5930, UGC 9856, UGC 9857 et UGC 9858.
Ce même groupe est aussi mentionné dans un article publié par A.M. Garcia en 1993 avec les cinq même galaxies.